# Торгоша
Торгоша — река в Московской области России, левый приток Вори.
Протекает по территории Сергиево-Посадского городского округа. Исток находится в 3 км от Сергиева Посада.
Протяжённость реки — около 42 км. Берега, преимущественно, обрывистые и высокие. Ширина до 40 м, глубина от 0,5 до 3,0 м. Площадь водосбора — 253 км². Течение спокойное, дно глинистое, местами песчаное. Берега высокие, местами крутые (высота обрыва 2—10 м).
Наиболее заметные притоки: Коперка, Яндова, Кончура (правый), Некушка, Мысалка, Черёмушка (левый) и Козелка (левый).
На Торгоше стоят следующие населённые пункты:
- деревня Смена (монастырь Параклитова пустынь);
- город Сергиев Посад;
- село Глинково (Корсунская церковь);
- деревня Тураково;
- деревня Подсосино (Успенская церковь);
- посёлок Здравница;
- деревня Охотино;
- деревня Ерёмино;
- деревня Зубцово;
- деревня Киримово (часовенный столб);
- деревня Шелково;
- деревня Лычёво.

В XIII веке река была судоходной и являлась частью речного торгового пути.
Торгоша имеет две крупные запруды. В местах запруд образованы озеро Лесное и озеро Соловьиное, на правом берегу которого расположен Птицеград, а на левом, частично — село Глинково.
На берегах Торгоши смешанные леса чередуются с открытыми местами, которые практически полностью заняты деревнями и дачными посёлками.

## Данные водного реестра
По данным государственного водного реестра России и геоинформационной системы водохозяйственного районирования территории РФ, подготовленной Федеральным агентством водных ресурсов:
- Бассейновый округ — Окский
- Речной бассейн — Ока
- Речной подбассейн — Ока ниже впадения реки Мокши
- Водохозяйственный участок — Клязьма от Пироговского гидроузла до города Ногинска без реки Учи (от истока до Акуловского гидроузла)